# Sampaiosia
Sampaiosia is een monotypisch geslacht van spinnen uit de  familie van de Sparassidae (jachtkrabspinnen).

## Soort
- Sampaiosia crulsi Mello-Leitão, 1930